# I Need Drugs
Albums de Necro
Gory Days
(2001)
Singles
1. The Most Sadistic
Sortie : 1999

I Need Drugs est le premier album studio de Necro, sorti le 7 novembre 2000.
La chanson I Need Drugs est une reprise parodique du titre de LL Cool J, I Need Love.

## Liste des titres
| No  | Titre                                              | Contient un (des) sample(s) de                                            | Durée |
| --- | -------------------------------------------------- | ------------------------------------------------------------------------- | ----- |
| 1.  | The Most Sadistic (featuring Ill Bill)             |                                                                           | 2:59  |
| 2.  | Hoe Blow                                           |                                                                           | 3:33  |
| 3.  | I Need Drugs                                       |                                                                           | 4:42  |
| 4.  | Your Fuckin' Head Split                            | The Con Caper de Stu Phillips et Dana Kaproff                             | 3:06  |
| 5.  | You're Dead (featuring Ill Bill)                   |                                                                           | 3:01  |
| 6.  | Get on Your Knees                                  | You've Lost That Lovin' Feelin' de Dionne Warwick                         | 5:36  |
| 7.  | Rugged Shit                                        |                                                                           | 3:08  |
| 8.  | I'm Sick of You                                    |                                                                           | 3:13  |
| 9.  | Cockroaches                                        |                                                                           | 2:46  |
| 10. | Fuck You to the Track                              |                                                                           | 3:13  |
| 11. | Burn the Groove to Death                           |                                                                           | 5:18  |
| 12. | Underground                                        | New York Mining Disaster 1941 des Bee Gees Master of Puppets de Metallica | 5:54  |
| 13. | S.T.D.                                             |                                                                           | 2:41  |
| 14. | WKCR 89.9 Freestyle 4/20/2000 (featuring Mr. Hyde) |                                                                           | 8:18  |
| 15. | WNYU 89.1 X-Mas Freestyle 12/23/99                 |                                                                           | 2:32  |
| 16. | WNYU 89.1 Freestyle 5/10/2000 (featuring Mr. Hyde) |                                                                           | 5:57  |